# Tmesiphantes
Tmesiphantes là một chi nhện trong họ Theraphosidae.

## Các loài
Chi này gồm các loài:
- Tmesiphantes amadoi Yamamoto et al., 2007
- Tmesiphantes bethaniae Yamamoto et al., 2007
- Tmesiphantes caymmii Yamamoto et al., 2007
- Tmesiphantes nubilus Simon, 1892